# 蔡道恭
蔡道恭（5世紀—504年），字怀俭，南阳郡冠军县（今河南省邓州市西北）人，南朝齐、南朝梁政治人物。

## 生平
刘宋益州刺史蔡那之子。蕭長懋赴任雍州，召蔡道恭为雍州主簿，担任員外散騎常侍。後因战功，累進越騎校尉、後軍将軍。建武末年，出任輔国司馬、汝南县令。南齐南康王蕭宝融赴任荊州，推薦蔡道恭为西中郎中兵参軍，加輔国将軍。
永元二年（500年），蕭衍起兵，蔡道恭在属下任冠軍将軍、西中郎諮議参軍。中興元年（501年），蕭宝融即位为齐和帝，蔡道恭任右衛将軍。巴西郡太守魯休烈攻打蕭衍，蔡道恭任持節、督西討諸軍事与他作战，鲁休烈降伏。因功转任中領軍，固辞不受，出任使持節、右将軍、司州刺史。
天监元年（502年），因南梁建国之功，封漢寿县伯，进号平北将军。天监二年（503年），北魏中山王元英率軍围攻司州（治所在河南省信阳市）。他率领五千人抗御，坚守城池数月之久、重创魏军，后来次年五月在城中忧心而病故。临终时，命部下取所持节对侄子蔡僧勰说：“禀命出疆，凭此而已。既不得奉以还朝，方欲携之同逝，可与官柩相随。”曹景宗援軍不至，八月州城陷落，蔡道恭追贈使持節、都督司州諸軍事、司州刺史、漢寿县開国伯、镇西将軍。天监八年（509年），北魏返還蔡道恭的遺体，葬在襄陽。子蔡澹嗣任河東郡太守。

## 延伸阅读
[在维基数据编辑]
 《梁書/卷10》，出自姚思廉《梁書》
 《南史·卷55》，出自李延壽《南史》